# Shijian 6
Als Shijian 6 (chinesisch 實踐六號衛星 / 实践六号卫星, Pinyin Shíjiàn liùhào wèixīng – „Praxiserprobung-6“) wird eine Serie von chinesischen Satelliten bezeichnet. Allgemein wird in China die Bezeichnung Shijian oder  Shi Jian a für Technologieerprobungs- und Forschungssatelliten verwendet.
Bisher wurde zehn Satelliten dieser Baureihe in einen sonnensynchronen Orbit (etwa 600 km Bahnhöhe, Inklination jeweils 97,7°) gebracht, wobei der Start immer paarweise erfolgte. Bei den von der Shanghaier Akademie für Raumfahrttechnologie  und der Hangtian Dong Fang Hong GmbH hergestellten Satelliten handelt es sich um Dual-Use-Produkte, die zum einen der Erforschung des Weltraumwetters dienen, daneben aber auch der elektronischen Aufklärung und Positionsbestimmung von Schiffen auf den Weltmeeren. Als Lebensdauer werden zwei Jahre angegeben.

## Startchronik
- Shijian 6A/B: Start am 8. September 2004 vom Kosmodrom Taiyuan mit einer LM 4B.
- Shijian 6C/D: Start am 23. Oktober 2006 vom Kosmodrom Taiyuan mit einer LM 4B.
- Shijian 6E/F: Start am 25. Oktober 2008 um 2:15 Uhr UTC vom Kosmodrom Taiyuan mit einer LM 4B.
- Shijian 6G/H: Start am 6. Oktober 2010 um 00:49 Uhr UTC vom Kosmodrom Taiyuan mit einer LM 4B.
- Shijian 6I/J: Start am 10. Dezember 2021 um 00:11 Uhr UTC vom Kosmodrom Jiuquan mit einer LM 4B.